# .bf
.bf je internetová národní doména nejvyššího řádu pro stát nebo území Burkina Faso.